# 烈焰戰鎚
《烈焰戰鎚》是一款戰鎚40000系列的電子遊戲，類型是第一人稱射擊，由Kuju Entertainment開發並於2003年10月在PlayStation 2和Microsoft Windows平台上發行。
在本作中，玩者扮演的是一名鈦星人的火焰戰士：凱斯（La'Kais），為了拯救鈦星人的領導者，並保護他的國家免於受人類帝國（Imperium of Man）和混沌勢力（Chaos）侵略而奮戰。
遊戲的多人模式包含了死亡競賽、團隊死亡競賽和搶旗模式。官方提供了八個地圖，各個遊戲模式各有自己的地圖。

## 遊戲劇情
科瓦士（Aun'el Ko'Vash）是鈦帝國的皇帝，他在某次的出巡中被一群由杜魯瑪四號行星（Dolumar IV）的首長西弗斯（Meyloch Severus）指使的星際戰士擄走了。而火焰戰士：凱斯收到了他的第一個任務：營救科瓦士。他滲入了西弗斯的監獄要塞，並成功的帶回了科瓦士。當虎鯨式運輸船（Orca dropship）載著他們回到鈦的密使級巡洋艦（Emissary class cruiser）時，人類帝國的一艘戰列艦出現並發動了攻擊，之後發射了登陸艙到鈦艦上。凱斯因此必須在岌岌可危的戰艦上對抗試圖破壞船艦引擎並暗殺艦長的星際戰士。
在星際戰士的攻擊下，鈦艦的艦長被殺死了。而凱斯和幾個小隊的火焰戰士登上了登陸艙，突入帝國的船艦。凱斯成功癱瘓了該艦的火砲，並差點殺死該帝國艦的指揮官：康斯坦丁上將。凱斯殺到了上將的面前，卻遭到俘虜。
星際戰士的阿迪亞斯（Ardias）安排了一場雙方的停戰會議，而最後結果顯示出西弗斯已經遭到混沌勢力的誘惑。西弗斯傳送了一支懷言者（Word Bearers）的分遣隊來，他們控制帝國艦餘下的火砲，試圖重新開始人類帝國和鈦帝國之間的戰爭，但被凱斯阻止了（他被星際戰士釋放）。阿迪亞斯設定了該艦的自我毀滅程序，而凱斯由一個登陸艙逃脫。
在降落於被摧毀的帝國都市以後，凱斯從阿迪亞斯那裡得知西弗斯想要使用一架在該市中待命的泰坦機器人進行他的計畫。而凱斯稍後摧毀了該機器人，進到西弗斯的要塞裡殺了西弗斯和他的惡魔主人。遊戲以阿迪亞斯下令毀滅該行星，避免混沌勢力由該星擴散而告終。

## 主要角色
- 凱斯（La'Kais）：凱斯是遊戲的主角，他是一個鈦星人的火焰戰士。遊戲中的任務是凱斯的第一場任務，並被視為他的「火焰試煉」（Trial by Fire）。

- 梅洛奇‧西弗斯（Governor Meyloch Severus）：西弗斯是遊戲中杜魯瑪四號行星（Dolumar IV）的統治者。他對鈦星人的靈魂很感興趣，但對他們不知道空間跳躍技術這點感到失望。西弗斯和混沌惡魔塔克賀克斯（Tarkh'ax）聯手，並召喚了懷言者（Word Bearers），到人類帝國的戰艦上，讓混沌星際戰士摧毀了該艦，而西弗斯則躲回他在杜魯瑪四號的堡壘：深淵（the Pit）。混沌星際戰士在他的指示下試圖捕捉並操作一架帝國的泰坦機器人（Titan），但最後以凱斯的介入攻擊而失敗告終。當西弗斯被凱斯殺死的時候，他的部隊轉而被塔克賀克斯控制。

- 康斯坦丁上將（Admiral Constantine）：試圖攻擊鈦星人戰艦並奪回鈦星統治者的人類帝國戰艦的艦長。他派出部隊登上鈦艦攻擊，卻被鈦星人擊退了，鈦星人甚至發起了反擊，登陸他的船艦。而凱斯在這個回擊中攻擊了帝國戰艦的艦橋，差點就抓到了康斯坦丁上將。上將後來被西弗斯和懷言者（Word Bearers）軍團俘虜，在他被轉化為混沌的勢力以前，他只來得及給凱斯一點警告。

- 愛爾‧魯夏（El'Lusha）：魯夏是凱斯所屬的部隊指揮官。他在遊戲裡扮演一個引導者的角色，並曾和他的部隊協助擊退混沌勢力。

- 翁爾‧科瓦士（Aun'el Ko'Vash）：鈦帝國的首領，並是遊戲中整個事件的起因，他被人類帝國擄走，而凱斯的第一個任務就是去拯救他。

- 阿迪亞斯（Ardias）：阿迪亞斯是極限戰士（Ultramarines）第三戰團的首領。當凱斯突擊艦橋時，他救了康斯坦丁上將一命，並試著調停人類帝國和鈦帝國間的戰事，之後他在遊戲的後半部指揮凱斯行動。在小說版中，他也在混沌聖殿裡和塔克賀克斯決戰。

## 配音員
- 旁白：Tom Baker
- 魯夏：Burt Kwouk
- 希弗斯：Sean Pertwee
- 康斯坦丁上將：Brian Blessed
- 阿迪亞斯：Peter Serafinowicz
- 科瓦士：David Yip

## 小說
在2003年10月，Black Library Publishing 出版社發行了一本和遊戲同名的小說，作者是 Simon Spurrier。在該書中非常詳盡的寫出了整個遊戲的劇情，同時也對鈦星人的文化做了很詳細的描述。

## 與其他作品的關連
在《戰鎚40000：戰爭黎明：黑暗十字軍》（Warhammer 40,000: Dawn of War: Dark Crusade）裡，鈦星人的指揮官叫做夏斯歐‧凱斯（Shas'o Kais），但並未有任何正式的作品中指出兩者即為同一人。不過不論這兩者是否為同一人，這期間已經過了相當的時間（在《烈焰戰鎚》中，凱斯是一名新兵，而「夏斯歐」這個稱謂差不多等於「將軍」，兩作品的時間背景差異以鈦星人而言是32年)。此外，在小說版的結局中，凱斯最後陷入了昏迷，可能是因為在對抗混沌勢力時受了精神損傷。

## 評價
《烈焰戰鎚》的PC版被認為是一款二流的作品，只在IGN和Gamespot上得到平均6.0的成績。它被形容是「一款令人失望的FPS遊戲」（a let-down "shooter by the numbers" FPS），只在GameStats網站上拿到5.5分的成績。但是，IGN給PS2版本8.1的高分；而Play Magazine雜誌評為B-，同時給了還不錯的評語。PS2版同時受到評論家和遊戲迷們的肯定，在Gamestats網站的評比上贏得7.1分。 